# Fikobilini
Fikobilini (grčko: φύκος phykos u prijevodu "alga", od latinskog: bilis što znači "žuč") su bilini koji primaju svjetlost, nalaze se u cijanobakterijama i u kloroplastima crvenih algi, glaukofita i nekih kriptomonada (ali ne u zelenim algama i biljkama ). Većina molekula sastoji se od kromofora koji ih karakteristično boja. Specifični su među fotosintetskim pigmentima jer su vezani za određene proteine topljive u vodi, poznate kao fikobiliproteini. Fikobiliproteini prosljeđuju svjetlosnu energiju klorofilima za fotosintezu.
Fikobilini su naročito učinkoviti u apsorpciji crvene, narančaste, žute i zelene svjetlosti, boje čije valne duljine klorofil a ne apsorbira dobro. Organizmi koji rastu u plitkim vodama obično sadrže fikobiline koji mogu uhvatiti crveno/žuto svjetlo, dok oni na većim dubinama sadrže više fikobilina koji mogu hvatati zelenu svjetlost, koja je zastupljenija na toj dubini.

## Vrste
Postoje četiri vrste fikobilina prema kromoforima:
1. Fikoeritrobilin, crvene boje
2. Fikourobilin, narančaste boje
3. Fikoviolobilin (također poznat kao fikobiliviolin) koji se nalazi u fikoeritrocijaninu
4. Fikocijanobilin (također poznat kao fikobiliverdin), koji je plave boje.

## Strukturni odnos prema drugim molekulama
Kemijski gledano, fikobilini se sastoje od otvorenog lanca napravljenog od četiri pirolna prstena i strukturno su slični žučnom pigmentu bilirubinu, po čemu dobiva naziv. Na konformaciju bilirubina također utječe svjetlost, što se koristi za fototerapiju novorođenčadi sa žuticom. Fikobilini su blisko povezani s kromoforima biljnog pigmenta fitokroma koji locira svjetlost, koji se isto sastoji od otvorenog lanca od četiri pirola. Klorofili se sastoje od četiri pirola, ali piroli suraspoređeni u prsten i sadrže metalni atom u središtu.

## Reference
1. 1 2 3 4  Frank, H. A.; Cogdell, R. J. "8.6 Light Capture in Photosynthesis".   Egelman, Edward H. (ur.). Comprehensive Biophysics. Elsevier. Amsterdam. str. 94–114. doi:10.1016/b978-0-12-374920-8.00808-0. ISBN 978-0-08-095718-0
2. ↑  González, A.; Sevilla, E.; Bes, M. T.; Peleato, M. L.; Fillat, M. F. 1. siječnja 2016.  Poole, Robert K. (ur.). Chapter Five - Pivotal Role of Iron in the Regulation of Cyanobacterial Electron Transport. Advances in Bacterial Electron Transport Systems and Their Regulation. 68. Academic Press. str. 169–217. doi:10.1016/bs.ampbs.2016.02.005
3. ↑  Crichton, Robert R. 1. siječnja 2012.  Crichton, Robert R. (ur.). Chapter 10 - Magnesium–Phosphate Metabolism and Photoreceptors. Elsevier. Oxford. str. 197–214. doi:10.1016/b978-0-444-53782-9.00010-3. ISBN 978-0-444-53782-9
4. ↑  Stirbet, Alexandrina; Lazár, Dušan; Papageorgiou, George C.; Govindjee. 1. siječnja 2019.  Mishra, A. K.; Tiwari, D. N.; Rai, A. N. (ur.). Chapter 5 - Chlorophyll a Fluorescence in Cyanobacteria: Relation to Photosynthesis☆. Academic Press. str. 79–130. doi:10.1016/b978-0-12-814667-5.00005-2. ISBN 978-0-12-814667-5
5. ↑  Sibiya, Thabani; Ghazi, Terisha; Chuturgoon, Anil. Siječanj 2022. The Potential of Spirulina platensis to Ameliorate the Adverse Effects of Highly Active Antiretroviral Therapy (HAART). Nutrients (engleski). 14 (15): 3. doi:10.3390/nu14153076. ISSN 2072-6643
6. ↑  Ennever, John F. 1988.  Douglas, Ron H.; Moan, Johan; Dall’Acqua, F. (ur.). Clinical and in Vitro Photochemistry of Bilirubin (engleski). Springer US. Boston, MA. str. 143–151. doi:10.1007/978-1-4613-0709-9_19. ISBN 978-1-4613-0709-9
7. ↑  Cornejo, Juan; i dr. 1992. Phytochrome Assembly: THE STRUCTURE AND BIOLOGICAL ACTIVITY OF 2(R),3(E)-PHYTOCHROMOBILINDERIVED FROM PHYCOBILIPROTEINS*. THE JOURNAL OF BIOLOGICAL CHEMISTRY. 267: 14790–14798

- O'Carra P; Murphy RF; Killilea SD. Svibanj 1980. The native forms of the phycobilin chromophores of algal biliproteins. A clarification. Biochem. J. 187 (2): 303–9. doi:10.1042/bj1870303. PMC 1161794. PMID 7396851